# Arneis

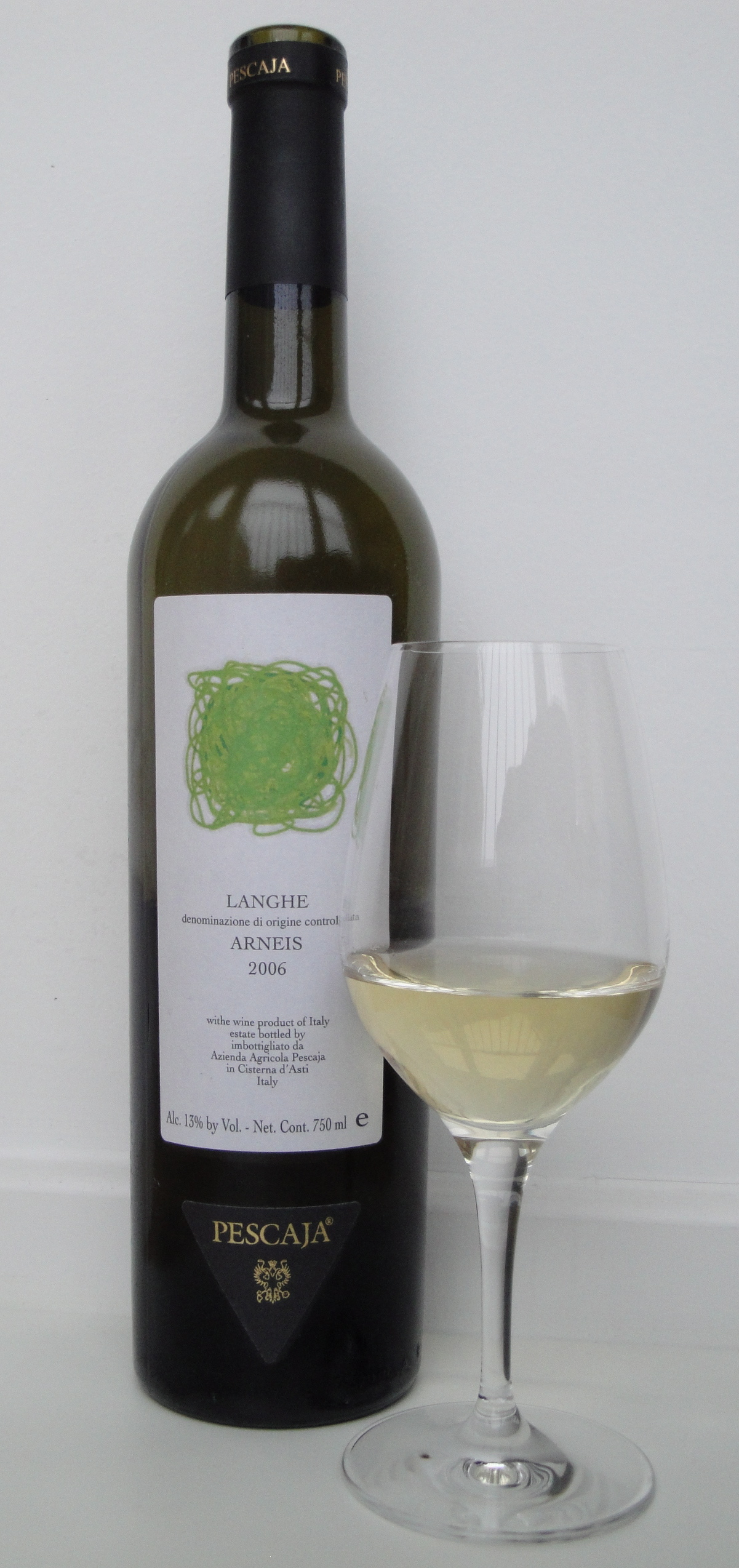
Langhe Arneis.

De Arneis is een witte druivensoort die veel in de buurt van Alba (Italië) wordt aangeplant, en is nog niet zo lang geleden gered door een groep Barolo producenten, anders was hij uitgestorven. De Arneis druif wordt veelal gebruikt voor de Roero Arneis (spreek uit als ro-ëro are-nais) en is een witte wijn.
Arneis betekent "kleine moeilijke', een druif die lastig te verbouwen was in de wijngaard. Roero is de naam van de Roeri heuvels in Piëmont, de plaats waar de druif wordt aangeplant. Ze wordt in Italië voornamelijk voor de Roero Arneis gebruikt of om te mixen met andere druiven, die de fruitigheid en zachtheid van de Arneis kunnen gebruiken.

## Kenmerken
De Roero Arneis is een wijn die men in Nederland niet zo veel tegenkomt. In de omgeving van Alba wordt hij veelal ingezet als een typische huiswijn, veel cafés en restaurants schenken hem. Met zijn frisheid en aroma's van amandel, venkel, groene appel, peer en meloen lijkt hij wel wat op een kruising tussen een Sauvignon Blanc en een Franse Viognier.

## Synoniemen[1]
- Bianchetta
- Bianchetta D'Alba
- Bianchetta di Alba
- Bianchetto
- Bianchetto Albese
- Bianchetto di Alba
- Bianchetto di Verzuolo
- Nebbiolo Bianco